# Whitchurch (Buckinghamshire)
Pour les articles homonymes, voir Whitchurch.
Whitchurch est une paroisse civile et un village du Buckinghamshire, en Angleterre.